# تشارلي آدم (لاعب كرة قدم)
تشارلي آدم (بالإنجليزية: Charlie Adam)‏ (22 مارس 1919 بغلاسكو في المملكة المتحدة - 30 سبتمبر 1996 في المملكة المتحدة) هو لاعب كرة قدم بريطاني (وحمل سابقاً جنسية المملكة المتحدة لبريطانيا العظمى وأيرلندا) في مركز جناح ‏. لعب مع ليستر سيتي وStrathclyde F.C. ‏ ونادي مانسفيلد تاون.